# Benson Henderson
Benson Henderson, född 16 november 1983 i Colorado Springs, är en amerikansk MMA-utövare som tävlar i organisationen Bellator MMA. Henderson tävlade 2011–2015 i Ultimate Fighting Championship där han mellan februari 2012 och augusti 2013 var mästare i lättvikt. Han har även varit mästare i organisationen WEC.